# Låvebrua Island
Låvebrua Island (von norwegisch låvebrua ‚Scheunenrampe‘; in Argentinien Islote Chaco; in Chile Islote Lautaro) ist eine kleine Insel im Archipel der Südlichen Shetlandinseln. Sie liegt 1,1 km östlich des South Point von Deception Island. 
Der britische Seefahrer Henry Foster kartierte sie bei seiner von 1828 bis 1831 dauernden Antarktisfahrt mit der HMS Chanticleer.  Norwegische Walfänger gaben ihr um 1927 ihren deskriptiven Namen. Das UK Antarctic Place-Names Committee übertrug diesen 1959 ins Englische. Namensgeber der argentinischen Benennung ist das Schiff Chaco, das von 1945 bis 1950 mehrfach bei argentinischen Antarktisexpeditionen im Einsatz war. Chilenische Wissenschaftler benannten die Insel dagegen vermutlich nach dem Schiff Lautaro, das ab 1950 bei mehreren chilenischen Antarktisexpeditionen zum Einsatz kam.